# 113 (groupe)
Pour les articles homonymes, voir 113 (homonymie).
113 est un groupe de rap français, originaire de Vitry-sur-Seine, dans le Val-de-Marne. Formé en 1994, il se compose de trois amis : Rim'K, AP et Mokobé. 
Leurs labels sont Jive Epic et Frenesik pour des projets moins commerciaux que leurs albums. Concernant le succès du groupe Rim'K explique : « Avec le 113, on est des purs produits de Vitry. On n'aurait jamais eu ce succès, si toute la ville n'avait pas été derrière nous. » Le groupe fait partie du collectif Mafia K'1 Fry.
En 1998, le groupe publie Ni barreaux, ni barrières, ni frontières, leur premier EP contenant notamment le titre Truc de fou, en featuring avec Doudou Masta, et le morceau Associations de malfaiteurs avec Kery James, qui les fait connaître. L'EP est suivi d'un premier album studio intitulé Les Princes de la ville, en octobre 1999. Grâce à l'album et au morceau Tonton du bled, le groupe est récompensé en mars 2000 aux Victoires de la musique dans la catégorie « Album rap, reggae ou groove de l'année » et la catégorie “Révélation de l’année”. Le 113 revient à la fin de 2010 avec un quatrième album intitulé Universel. Depuis 2011, le 113 est inactif même si Rim'K, AP et Mokobé poursuivent leur carrière musicale mais seuls Rim'K et AP font des featurings ensemble.

## Biographie

### Formation et débuts (1994–1999)
Le 113 se forme en 1994 à Vitry-sur-Seine, dans le Val-de-Marne, de trois amis d'enfance. Le nom du groupe est une référence au numéro du bâtiment où ils passent leur jeunesse, à la cité Camille Groult. À noter que Mokobé, lui, vient de la cité Robespierre et qu'AP a passé ses premières années en Seine-Saint-Denis. Les trois membres forment le 113 trois ou quatre ans après avoir échoué à leur bac et après avoir quitté le système scolaireaprès le bac comme Rim'K.
En 1998, le groupe publie Ni barreaux, ni barrières, ni frontières, leur premier EP contenant notamment le titre Truc de fou, en featuring avec Doudou Masta, grâce auquel ils se popularisent ; très vite l'expression « Ouais gros » ou « Ouais … (mon pote-mec-etc.) » est employée de part et d'autre de la France, du fait de l'exposition médiatique de leur single star diffusé sur Skyrock en boucle qui rencontre un franc succès dans les quartiers sensibles. En 1999, The Cambridge Circus sort le titre Camille Groult Star avec en duo 113 sur l'EP de DJ Mehdi Espion vol. 1. Ce titre se retrouvera plus tard sur leur premier album en version remaniée, scratch ajouté, version plus courte instrumentalement, sous le titre de Ouais gros.
Le 113 publie son premier album intitulé Les Princes de la ville, le 22 octobre 1999, contenant le titre phare éponyme. Suivent d'autres titres à succès comme Jackpotes 2000 ou encore Tonton du bled. L'album est un succès commercial, passant en télévision et en radio. Il atteint la 5e place des classements musicaux français et compte entre 200 000 et 500 000 exemplaires vendus,. Le groupe est récompensé le 11 mars 2000 aux Victoires de la musique dans la catégorie « Album rap, reggae ou groove de l'année »  et la catégorie « Révélation de l’année ». C'est un véritable succès d'estime, les thèmes sont variés, les instrumentations en avance sur le rap de l'époque, les rimes et le flow tout aussi travaillés que le reste de l'album. Lors de la cérémonie, le groupe fait son entrée sur scène en Peugeot 504 break, voiture à laquelle ils font référence dans Tonton du Bled. DJ Mehdi est l'artisan des principaux titres de l'album.

### 113 dans l'urgenceet113 degrés(2000–2006)
Entre 2000 et 2001, le 113 participe à la compilation rap Double face Vol.3 avec leur titre Le chant du vice en featuring avec Rohff, ami du groupe. En 2002 sort leur deuxième album intitulé 113 fout la merde ; le clip 113 fout la merde avec Thomas Bangalter du groupe Daft Punk. Il ressort, remanié l'année d'après sous un nom, 113 dans l'urgence. Les interludes de DJ Mehdi disparaissent au profit de six inédits et d'un remix produit par Le Gang du Lyonnais. Ces derniers produisent également le single Au summum qui sera l'un des tubes de l'été 2003.
Entre les deux albums, le 113 ne reste pas inactif, les trois membres du groupe rejoignent leur collectif Mafia K'1 Fry pour enregistrer un projet La Cerise sur le ghetto en 2003, qui suit d'un DVD en 2004.
En parallèle sort l'album solo du membre Rim'K, L'Enfant du pays qui contient des mini-tubes tels que Par tradition avec Karl the Voice, Boozillé et un autre morceau avec des sonorités maghrébines, Rachid System avec Cheba Zahouania, chanteuse de raï. AP lui rejoint Manu Key, son acolyte de la Mafia K'1 Fry, et d'autres artistes antillais pour enregistrer la compilation Zone Caraïbes un projet mi-zouk, mi-rap. Ils collaboreront sur de nombreux albums et participeront avec le Magic System au tube de l'été 2004, Un Gaou à Oran. Après différentes expériences parallèles, le groupe publie son album 113 degrés. Les rappeurs Booba, Le Rat Luciano, ou encore le groupe américain Mobb Deep sur le titre L'école du crime, participent à l'album ; ce morceau fait également partie de la compilation The Basement réunissant des artistes de rap français et américain. Mais la Mafia K'1 Fry est également de la partie avec une apparition de Demon One et une direction artistique assurée par Manu Key. DJ Mehdi, collaborateur de longue date du trio, participe également à deux titres. Très bien accueilli, l'album est certifié disque d'or au début de l'année 2006. Il contient des morceaux plus soft, plus tubes comme Marginal. D'autres plus rap hardcore comme On sait l'faire, Trop puissant…, des morceaux plus groove, plus RnB tels que Tapis rouge avec Lil'Loo, ou encore du folklore africain comme Partir loin avec Reda Taliani.
Le député UMP François Grosdidier porte plainte, en novembre 2005, contre les groupes de rap qui, selon lui, inciteraient « au racisme et à la haine ». La plainte n'aboutit à cause d'un vice de forme.

### Solos etUniversel(2007–2011)
En novembre 2006, le groupe publie avec son label Frenesik une compilation de rap multi-artistes intitulée Illégal Radio, qui atteint la 26e place des classements. Mokobé publie le 11 juin 2007 son premier album solo intitulé Mon Afrique à tendance africaine, comportant malgré tout quelques titres de style Rap. Rim'K publie pour sa part son deuxième album solo le 26 novembre 2007 sous le nom de Famille nombreuse contenant des titres rap et orientaux. AP publie son premier album, Discret, en avril 2009. Rim'K, lui, publie la compilation Maghreb United en juin 2009, un projet sur lequel posent de nombreux artistes comme Nessbeal, Médine, Diam's, Tunisiano, Soprano, Kery James.
Le 113 revient à la fin de 2010 avec la sortie d'un quatrième album intitulé Universel, qui atteint la 33e place des classements musicaux. Il contient des chansons comme Une prise et We Be Hot aux côtés de Flavor Flav,.

## Membres

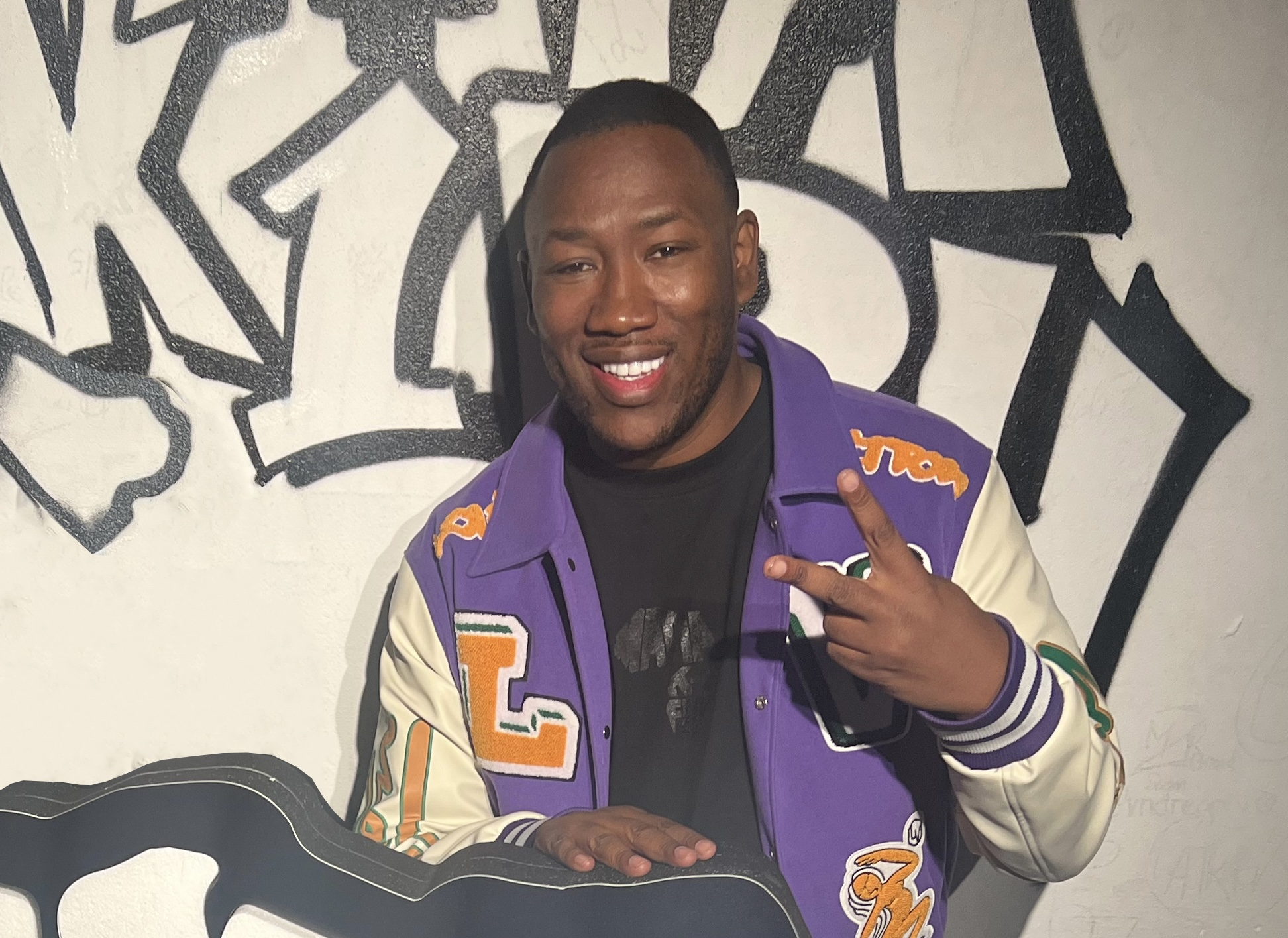
Mokobé.

Le 113 est formé de trois amis d'enfance, également membres de la Mafia K'1 Fry, un collectif de rappeurs du Val-de-Marne :

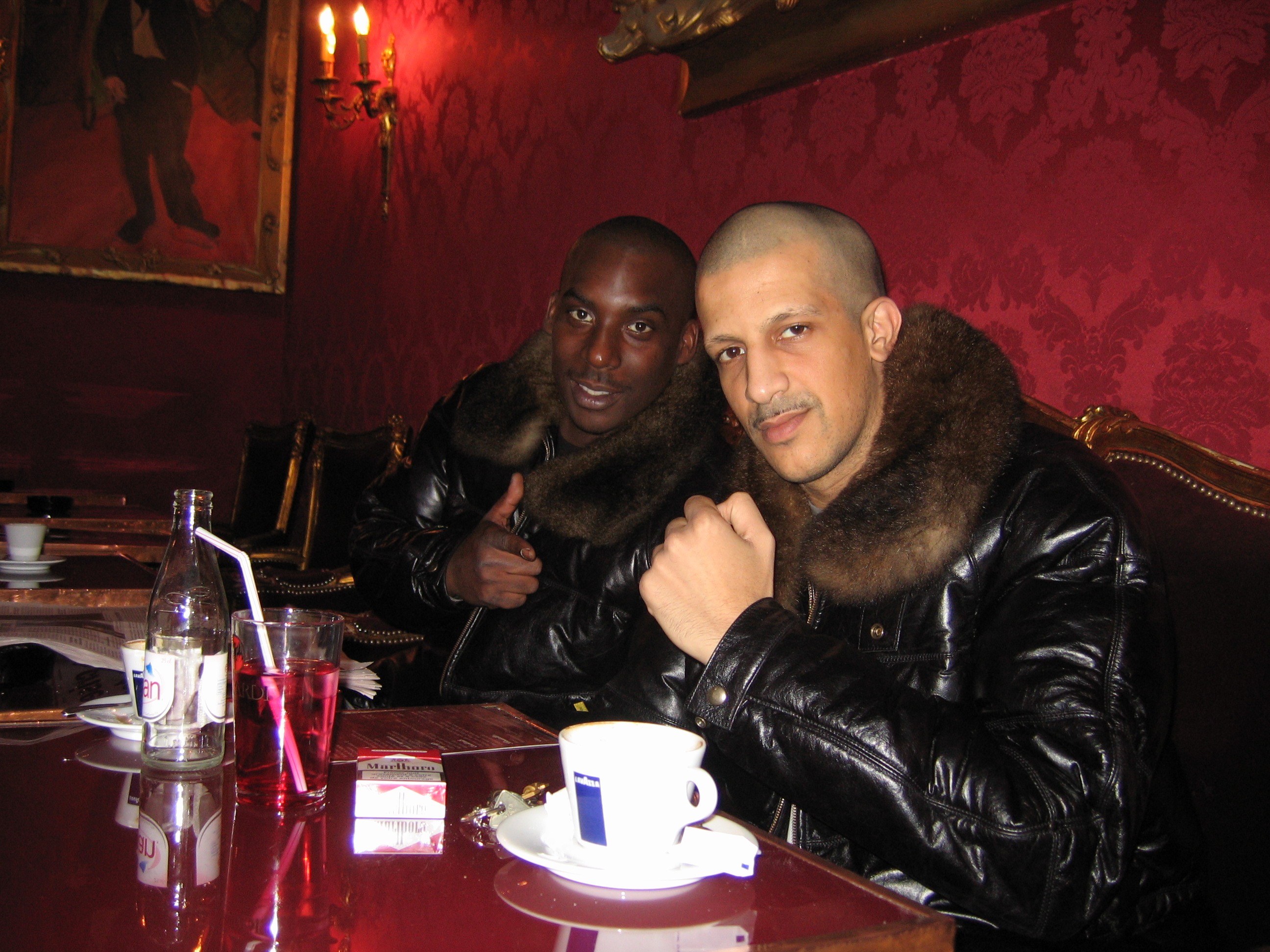
AP (à gauche) et Rim'K (à droite), du groupe 113, le 23 novembre 2005 à Paris.

- Rim'K - Abdelkarim Brahmi-Benalla, né en 1978, d'ascendance algérienne
- Mokobé - Mokobé Traoré, né en 1976, d'ascendance malienne
- AP - Yohann Duport, né en 1978, d'ascendance guadeloupéenne.

## Discographie

### EP
- 1998 : Ni barreaux, ni barrières, ni frontières

### Albums studio
- 1999 : Les princes de la ville
- 2002 : 113 fout la merde
- 2005 : 113 degrés
- 2010 : Universel

### Rééditions
- 2003 : 113 dans l'urgence

### Apparitions
- 1996 : Ideal J feat. Rim-K, Rohff, Manu Key et Yezi l'Escroc - Show Bizness (sur l'EP d'Ideal J, Original Mc's sur une mission)
- 1997 : Different Teep feat. 113 Clan - Squatte le MIC (sur l'album de Different Teep La rime urbaine)
- 1997 : Ideal J feat. 113 et Intouchable - La voie que j'ai donnée à ma vie (sur la compilation Nouvelle Donne)
- 1997 : Rohff feat. Stor-K, 113, Sayd des Mureaux  & Ideal J - Dans ta race (sur la compilation L'invincible armada)
- 1997 : 113 feat. Faya Dem - Troupes d'élite (sur la compilation L'invincible armada)
- 1998 : Ideal J feat. AP, OGB, Dry et Karlito - Show bizness 98 (sur l'album d'Ideal J, Le combat continue)
- 1998 : 113 - L'aperispliff (sur la compilation Cannabissimo)
- 1998 : Manu Key feat. 113 - Nettoyage (sur l'album homonyme de Manu Key)
- 1998 : 113 feat. Ideal J, Rohff et Manu Key - Traîner la nuit (sur la compile Opération freestyle)
- 1999 : Rohff feat. 113, OGB et La Sexion - Le bal des voyous (sur l'album de Rohff, Le code de l'honneur)
- 1999 : Boogotop feat. 113 et Rohff - Ennemis (sur l'album de Boogotop, L'antidote)
- 1999 : 113 feat. Rocé - La vérité blesse (sur la compilation Première classe Vol.1
- 1999 : The Cambridge Circus feat. 113 - Camille Groult Star (sur l'EP de DJ Mehdi Espion vol. 1)
- 1999 : MBS feat. 113 - Rap de Maghrébin (sur l'album de MBS, Le Micro Brise le Silence)
- 2000 : KDD feat. 113 - Artifices (sur l'album de KDD, Une couleur de plus au drapeau)
- 2000 : 113 feat. Sur-1 - On fait croquer (sur la compilation Hostile 2000 Vol.1)
- 2000 : 113 - Main dans la main (sur la compilation La squale)
- 2000 : Intouchable feat. 113 - Hold-up 2 (sur l'album d'Intouchable, Les points sur les i)
- 2000 : Kertra feat. 113, Rohff, OGB, Keed J, Kendall, Wedfu et Xeedy - Le labyrinthe (sur l'album de Kertra, Le labyrinthe)
- 2001 : Rohff feat. 113 et Mafia K'1 Fry - Le bitume chante (sur l'album de Rohff, La vie avant la mort)
- 2001 : 113 feat. Kertra et Weedy - Le labyrinthe (sur la compile Hold-up)
- 2001 : Manu Key feat. 113 - On casse tout (sur l'album de Manu Key, Manuscrit)
- 2001 : Karlito feat. 113 - Kiffe kiffe mec (sur l'album de Karlito, Contenu sous pression)
- 2001 : Karlito feat. 113 - Tant de choses (sur l'album de Karlito, Contenu sous pression)
- 2001 : 113 feat. Rohff - Le chant du vice (sur la compilation Double face Vol.3)
- 2001 : 113 feat. Rohff - Vitry club (sur la compilation Vitry club)
- 2001 : 113 feat. Rohff - Imagine (sur la compilation Sur un air positif)
- 2001 : Kery James feat. Mafia K'1 Fry - C'qui nous perd (sur l'album de Kery James, Si c'était à refaire)
- 2001 : Rim-K feat. Pit Baccardi - Les évadés (sur la compilation Première classe Vol.2)
- 2002 : Doudou Masta Feat Mafia K'1 Fry - 94400 (sur l'album de Doudou Masta, Mastamorphoze)
- 2003 : 113 - 10 minutes chrono (sur la B.O. du film Taxi 3)
- 2003 : Rim-K - Freestyle (sur la mixtape Pur son ghetto Vol.2)
- 2003 : AP - Freestyle (sur la mixtape Pur son ghetto Vol.2)
- 2004 : 113 feat. Magic System et Mohamed Lamine[20] - Un gaou à Oran (sur la compilation Raï'NB Fever)
- 2004 : 113 - Aux frères et sœurs (sur la compilation Bâtiment B : Hommage…)
- 2004 : Manu Key feat. Rim'K et Mista Flo - 10 000 trafics (sur l'album de Manu Key, Prolifique Vol.1)
- 2004 : 1Korruptibles feat. AP - Du XXe au 9.4 (sur l'album éponyme des 1Korruptibles)
- 2004 : Rim'K feat. Lino - Haute criminologie (sur la compilation Street lourd hall stars)
- 2004 : AP feat. Mista Flo - 94 hall stars (sur la compilation Street lourd hall stars)
- 2005 : 113 - La piste du diable (sur la compilation Illicite projet)
- 2005 : Magic System feat. Mokobé - Bouger bouger
- 2005 : Intouchable feat. 113 - Dream team (sur l'album d'Intouchable, La vie de rêve)
- 2005 : Rim'K feat. Assia - Avec le cœur
- 2005 : Rim'K - Kill Bizz (sur la compilation Rap performance)
- 2005 : 113 - C'est une question d'honneur (sur la compilation Patrimoine du ghetto)
- 2005 : 113 Feat. Mobb Deep - L'école du crime (sur la compilation The Basement)
- 2005 : Fik's et P.kaer feat. Mafia K'1 Fry - Près de la mort sur le street album de Fik's et P.kaer, En approche)
- 2005 : Prince D'Arabee feat. Rim'K - Flow da Theï (sur l'album éponyme de Prince d'Arabee)
- 2005 : Assia feat. Rim'K - Le blues ce soir (sur l'album d'Assia, Encore et encore)
- 2006 : 113 - Avec le punch (sur la compilation Hip Hop Fight Vol.1)
- 2006 : 113 feat. Jamadom - Laisse-nous faire (sur la compilation Unity)
- 2006 : Rim'K - Bucarest (sur la B.O. du film Sheitan)
- 2006 : 113 feat. OGB - Vitry oriental (sur la compilation Police)
- 2006 : OGB feat. 113 - Vitry mental (sur l'album d'OGB, Enfermé dehors)
- 2006 : 113 feat. 50 Cent - La vie dans le ghetto (sur la mixtape Mixtape rvolution)
- 2006 : Seven feat. Rim'K - A qui tu parles (sur l'album de Seven, Mode de vie étrange)
- 2006 : AP feat. Soundkail - Unity (sur la compilation Les yeux dans la banlieue)
- 2007 : Mafia K'1 Fry - On vous gêne (sur la B.O. du film Taxi 4)
- 2007 : Rim'K feat. Gimenez - Hommage (sur la B.O. du film Taxi 4)
- 2007 : Seth Gueko feat. Rim'K - Alias (sur l'album de Seth Gueko, Patate de forain)
- 2007 : Rim'K - Toujours prêt (sur la compile Block Story)
- 2007 : AP feat. Grodäsh - On rentre pas (sur la compile Get on the floor)
- 2007 : Mokobé feat. AP et Rim-K - Mes racines (sur l'album de Mokobé, Mon Afrique)
- 2007 : K.ommando Toxic feat. Mokobé - Afrika star (sur l'album du K.ommando, Première salve)
- 2007 : 113 feat. Pagaille - Désolé (sur la compilation Niroshima 3)
- 2007 : 113 - Grandir avec ça (sur la compilation Héritiers du crime)
- 2007 : Mokobé feat. Alpha 5.20 - On est venu ramasser (sur la compilation Parole d'escroc)
- 2007 : Rim-K feat. Salif - 94, 92 (sur la compilation Premier combat Vol.1)
- 2007 : 113 - Grandir avec ça (sur la compilation Fais divers)
- 2007 : Aketo feat. Rim-K et Zesau - Venimeuz musique (sur le street album d'Aketo, Cracheur de venin)
- 2007 : Bazooka feat. Rim-K - QHS (sur l'album de Bazooka, Interdit)
- 2008 : Rim-K feat. Azdivin - Naturellement costaud (sur la compilation Code Urb1)
- 2008 : Seth Gueko feat. Rim-K, Hamza & 25G - Le bruit du pe-pom (sur la mixtape de Seth Gueko, Drive By en caravane)
- 2008 : Black Marché feat. Rim-K - On mord pas on dévore (sur la mixtape de Black Marché, Fais 13 attention)
- 2008 : Rim-K - VMA (sur la compilation Département 94)
- 2008 : Kayline feat. Rim-K - On lâchera pas l'affaire (sur le street album de Kayline, Mise en K)
- 2008 : Rim-K feat. Lino - L'instinct de mort (sur la B.O. du film Mesrine)
- 2008 : Dosseh feat. Rim-K - OGM (sur la compile Bolide Vol.2)
- 2009 : Mokobé feat. Manu Key, Kohndo, Daddy Lord Clark, Madison et Ill - Regretter le temps (sur l'album Hommage à Fredy K)
- 2009 : AP feat. Dry, OGB et Selim du 9.4 - J'ai la rime (sur la compile Les yeux dans la banlieue Vol.2)
- 2009 : AP feat. 113 - L'industrie (sur l'album Discret)
- 2009 : Rim-K - Terrain vague (sur la B.O. du film Banlieue 13 ultimatum)
- 2009 : Belli Blanco feat. Rim-K - Mauvaises herbes (extrait de l'Album blanc de Belli Blanco)
- 2009 : Krystal feat. 113 et L.I.M. - Vies illégales
- 2009 : Shone feat. 113 - Mauvais garçons (sur la compilation Associations de malfaiteurs Vol.1)
- 2009 : Dry feat. Rim-K & Lino - Le son du ter-ter Remix (sur l'album de Dry, Les derniers seront les premiers)
- 2010 : Six Coups MC feat. Rim'K & Seth Gueko - Le mal qu'on nous souhaite (sur l'album de Six Coups Mc, Un pied dans la lumière)
- 2010 : Six Coups MC feat. Mokobé - Brûle la piste (sur l'album de Six Coups MC, Un pied dans la lumière)
- 2010 : Dawa feat. Rim'K et AP - Interlude
- 2011 : OGB feat. Rim'K & Salim - Rafales (sur l'album d'OGB, La mémoire)
- 2011 : 113 feat. Sahraoui - Chouf (B.O De Halal Police d'État)

## Clips
- 2000 : Jackpotes 2000 (feat. J-mi Sissoko)
- 2000 : Les Princes de la ville
- 2000 : Tonton du bled
- 2002 : 113 fout la merde (feat. Thomas Bangalter)
- 2003 : Au summum (feat. Habiba)
- 2003 : Banlieue (feat. Booba)
- 2003 : Voix du mali (feat. Oumou Sangaré)
- 2004 : Balance (Acteurs : Rim'K & Mokobé) (Solo AP) (Ft. Mafia K1 Fry)
- 2004 : Un gaou à Oran (feat. Magic System et Mohamed Lamine)
- 2005 : Dream Team (feat. Intouchable)
- 2005 : Marginal
- 2005 : Vitry Nocturne (feat. Vitry All Stars)
- 2005 : On sait l'faire (feat. Booba et Le Rat Luciano)
- 2006 : Partir loin (feat. Reda Taliani)
- 2006 : On est ensemble (feat. Molaré)
- 2006 : Un Jour de paix (feat. Blacko)
- 2006 : Trop Puissant
- 2009 : Célébration (feat. Jamel Debbouze et Awa Imani)
- 2010 : Une Prise
- 2010 : Dinguerie
- 2010 : We Be hot (feat. Flavor Flav et Wealstarr)
- 2010 : Aie Aie Aie
- 2010 : Demain j'arrête
- 2010 : On pense à vous (feat. Amel Bent)

## Distinctions et succès

### Distinctions
- 2000, Victoires de la musique[21]:
  - révélation de l’année (tous styles confondus)